# Primera División 1974 (Argentinië)
In 1969 werd het 44ste profseizoen gespeeld van de Primera División, de hoogste voetbaldivisie van Argentinië. Chacarita Juniors werd kampioen van de Metropolitano en Boca Juniors van de Nacional.

## Metropolitano

### Groep A
| Plaats | Club                        | Wed. | W  | G | V  | Saldo | Ptn. |
| ------ | --------------------------- | ---- | -- | - | -- | ----- | ---- |
| 1      | Rosario Central             | 18   | 12 | 2 | 4  | 39:23 | 38   |
| 2      | Huracán                     | 18   | 8  | 5 | 5  | 32:29 | 29   |
| 3      | River Plate                 | 18   | 9  | 2 | 7  | 37:28 | 29   |
| 3      | Racing Club                 | 18   | 9  | 2 | 7  | 28:30 | 29   |
| 5      | CA All Boys                 | 18   | 6  | 6 | 6  | 22:24 | 24   |
| 6      | Gimnasia y Esgrima La Plata | 18   | 6  | 5 | 7  | 30:29 | 17   |
| 6      | Atlanta                     | 18   | 5  | 7 | 6  | 29:33 | 17   |
| 8      | Vélez Sársfield             | 18   | 4  | 4 | 10 | 20:32 | 12   |
| 9      | Banfield                    | 18   | 3  | 5 | 10 | 22:31 | 11   |

|  | Gekwalificeerd voor Finalegroep |

### Groep B
| Plaats | Club                    | Wed. | W  | G | V  | Saldo | Ptn. |
| ------ | ----------------------- | ---- | -- | - | -- | ----- | ---- |
| 1      | Newell's Old Boys       | 18   | 10 | 4 | 4  | 32:27 | 24   |
| 2      | Boca Juniors            | 18   | 10 | 3 | 5  | 37:21 | 23   |
| 2      | Ferro Carril Oeste      | 18   | 8  | 7 | 3  | 28:20 | 23   |
| 4      | Colón de Santa Fe       | 18   | 8  | 5 | 5  | 30:30 | 21   |
| 5      | Independiente           | 18   | 7  | 6 | 5  | 38:23 | 20   |
| 6      | San Lorenzo de Almagro  | 18   | 4  | 6 | 8  | 23:30 | 14   |
| 6      | Argentinos Juniors      | 18   | 5  | 4 | 9  | 33:42 | 14   |
| 8      | Estudiantes de La Plata | 18   | 5  | 3 | 10 | 21:28 | 13   |
| 9      | Chacarita Juniors       | 18   | 2  | 6 | 10 | 21:42 | 10   |

|  | Gekwalificeerd voor Finalegroep |

#### Play-off tweede plaats
|        |              |       |                    |  |
| 2 juli | Boca Juniors | 2 – 0 | Ferro Carril Oeste |  |
| 2 juli |              |       |                    |  |

### Finale
| Plaats | Club              | Wed. | W | G | V | Saldo | Ptn. |
| ------ | ----------------- | ---- | - | - | - | ----- | ---- |
| 1      | Newell's Old Boys | 3    | 2 | 1 | 0 | 6:4   | 5    |
| 2      | Rosario Central   | 3    | 1 | 1 | 1 | 5:4   | 3    |
| 3      | Boca Juniors      | 3    | 1 | 0 | 2 | 4:5   | 2    |
| 3      | CA Huracán        | 3    | 1 | 0 | 2 | 4:6   | 2    |

|  | Kampioen |

### Topscorers
| Speler              | Speler        | Goals | Team        |
| ------------------- | ------------- | ----- | ----------- |
| Vlag van Argentinië | Carlos Morete | 18    | River Plate |

## Nacional

### Groep A
| Plaats | Club                    | Wed. | W  | G | V  | Saldo | Ptn. |
| ------ | ----------------------- | ---- | -- | - | -- | ----- | ---- |
| 1      | Boca Juniors            | 18   | 15 | 2 | 1  | 46:10 | 32   |
| 2      | CA Rosario Central      | 18   | 13 | 4 | 1  | 36:8  | 30   |
| 3      | Banfield                | 18   | 9  | 4 | 5  | 42:25 | 22   |
| 4      | Estudiantes de La Plata | 18   | 8  | 4 | 6  | 25:20 | 20   |
| 5      | Belgrano                | 18   | 8  | 3 | 7  | 30:21 | 19   |
| 6      | Sportivo Desamparados   | 18   | 5  | 5 | 8  | 32:35 | 15   |
| 7      | Central Norte           | 18   | 5  | 4 | 9  | 22:31 | 14   |
| 8      | CA All Boys             | 18   | 2  | 5 | 11 | 20:36 | 9    |
| 9      | Puerto Comercial        | 18   | 2  | 0 | 16 | 14:75 | 4    |

|  | Gekwalificeerd voor finalegrope |

### Groep B
| Plaats | Club                        | Wed. | W  | G | V  | Saldo | Ptn. |
| ------ | --------------------------- | ---- | -- | - | -- | ----- | ---- |
| 1      | Talleres de Córdoba         | 18   | 10 | 5 | 3  | 25:12 | 25   |
| 2      | Newell's Old Boys           | 18   | 7  | 8 | 3  | 27:20 | 22   |
| 3      | Gimnasia y Esgrima La Plata | 18   | 9  | 3 | 6  | 29:22 | 21   |
| 3      | Altos Hornos Zapla          | 18   | 7  | 7 | 4  | 30:27 | 21   |
| 5      | River Plate                 | 18   | 7  | 5 | 6  | 33:20 | 19   |
| 6      | Argentinos Juniors          | 18   | 6  | 6 | 6  | 29:31 | 18   |
| 7      | Colón de Santa Fe           | 18   | 4  | 6 | 8  | 20:22 | 14   |
| 8      | CF Jorge Newbery            | 18   | 2  | 9 | 7  | 9:18  | 13   |
| 9      | Huracán de San Rafael       | 18   | 1  | 4 | 13 | 12:48 | 6    |

|  | Gekwalificeerd voor finalegrope |

### Groep C
| Plaats | Club                     | Wed. | W  | G | V  | Saldo | Ptn. |
| ------ | ------------------------ | ---- | -- | - | -- | ----- | ---- |
| 1      | San Lorenzo de Almagro   | 18   | 11 | 5 | 2  | 43:14 | 27   |
| 2      | Ferro Carril Oeste       | 18   | 12 | 2 | 4  | 28:16 | 26   |
| 3      | Racing Club              | 18   | 9  | 4 | 5  | 35:23 | 22   |
| 3      | San Martín de Tucumán    | 18   | 8  | 6 | 4  | 24:18 | 22   |
| 5      | Chacarita Juniors        | 18   | 8  | 2 | 8  | 31:29 | 18   |
| 6      | Aldosivi                 | 18   | 6  | 4 | 8  | 24:30 | 16   |
| 7      | Atlético Regina          | 18   | 3  | 6 | 9  | 13:30 | 12   |
| 8      | Deportivo Mandiyú        | 18   | 3  | 4 | 11 | 20:37 | 10   |
| 9      | Godoy Cruz Antonio Tomba | 18   | 3  | 2 | 13 | 15:35 | 8    |

|  | Gekwalificeerd voor finalegrope |

### Groep D
| Plaats | Club                          | Wed. | W  | G | V  | Saldo | Ptn. |
| ------ | ----------------------------- | ---- | -- | - | -- | ----- | ---- |
| 1      | Vélez Sarsfield               | 18   | 11 | 4 | 3  | 34:12 | 26   |
| 2      | Independiente                 | 18   | 10 | 5 | 3  | 49:19 | 25   |
| 3      | San Martín de Mendoza         | 18   | 10 | 4 | 4  | 27:18 | 24   |
| 4      | Huracán                       | 18   | 9  | 5 | 4  | 38:24 | 23   |
| 5      | Tucumán                       | 18   | 5  | 6 | 7  | 29:26 | 16   |
| 6      | Huracán de Comodoro Rivadavia | 18   | 4  | 7 | 7  | 20:40 | 15   |
| 7      | Chaco For Ever                | 18   | 3  | 8 | 7  | 19:30 | 14   |
| 8      | San Lorenzo Mar del Plata     | 18   | 3  | 5 | 10 | 21:40 | 11   |
| 9      | Atlanta                       | 18   | 3  | 3 | 12 | 12:41 | 9    |

|  | Gekwalificeerd voor finalegrope |

### Finalegroep
| Plaats | Club                   | Wed. | W | G | V | Saldo | Ptn. |
| ------ | ---------------------- | ---- | - | - | - | ----- | ---- |
| 1      | San Lorenzo de Almagro | 7    | 5 | 1 | 1 | 11:8  | 11   |
| 2      | Rosario Central        | 7    | 4 | 2 | 1 | 16:13 | 10   |
| 3      | Vélez Sarsfield        | 7    | 4 | 0 | 3 | 15:9  | 8    |
| 4      | Talleres de Córdoba    | 7    | 3 | 1 | 3 | 10:10 | 7    |
| 5      | CA Independiente       | 7    | 3 | 0 | 4 | 9:9   | 6    |
| 5      | Ferro Carril Oeste     | 7    | 2 | 2 | 3 | 11:14 | 6    |
| 7      | CA Boca Juniors        | 7    | 2 | 0 | 5 | 10:11 | 4    |
| 7      | Newell's Old Boys      | 7    | 1 | 2 | 4 | 7:15  | 4    |

|  | Kampioen |

### Topscorers
| Speler              | Speler           | Goals | Team            |
| ------------------- | ---------------- | ----- | --------------- |
| Vlag van Argentinië | Mario Kempes     | 25    | Rosario Central |
| Vlag van Argentinië | Héctor Scotta    | 17    | San Lorenzo     |
| Vlag van Argentinië | Juan Taverna     | 14    | Banfield        |
| Vlag van Argentinië | Carlos Babington | 13    | Huracán         |
| Vlag van Argentinië | Daniel Bertoni   | 13    | Independiente   |
| Vlag van Argentinië | Oscar Fornari    | 13    | Vélez Sarsfield |
| Vlag van Argentinië | Néstor Scotta    | 13    | Racing Club     |